# Chiesa di Santa Rosalia (Cagliari)
La chiesa di Santa Rosalia è una chiesa del centro storico di Cagliari, situata in via Torino, nel quartiere Marina. Il tempio, noto soprattutto per custodire la tomba di san Salvatore da Horta, è officiato dai Frati Minori che risiedono nell'adiacente convento. Insieme alla chiesa di Benetutti sono le uniche dell'isola ad essere dedite a questa santa.

## Storia
Nel sito dell'attuale chiesa esisteva nel XV secolo un oratorio dedicato a santa Rosalia. Nel 1695, quando venne ceduto alla congregazione dei Siciliani, l'edificio fu ampliato. Nel 1740 la chiesa venne concessa ai Minori Osservanti, privi di sede dal 1718, anno della demolizione del convento di Santa Maria di Gesù (ubicato dove oggi si trova l'ex Manifattura Tabacchi, nel viale Regina Margherita).
In vista dell'arrivo dei frati, la chiesa di Santa Rosalia, affiancata da un convento, fu sottoposta a nuovi lavori ad opera dell'architetto militare Augusto della Vallea, che trasformò il tempio in stile barocchetto piemontese. Nel 1758 la chiesa accolse le spoglie del beato Salvatore da Horta, qui traslate dalla chiesa di San Mauro.
Ulteriori lavori di restauro interessarono l'edificio nel 1931, quando le reliquie del beato Salvatore vennero spostate sull'altare maggiore, in vista della canonizzazione (avvenuta nel 1938), e nel 1967, quando il presbiterio venne rinnovato in seguito alle nuove esigenze liturgiche.

## Descrizione

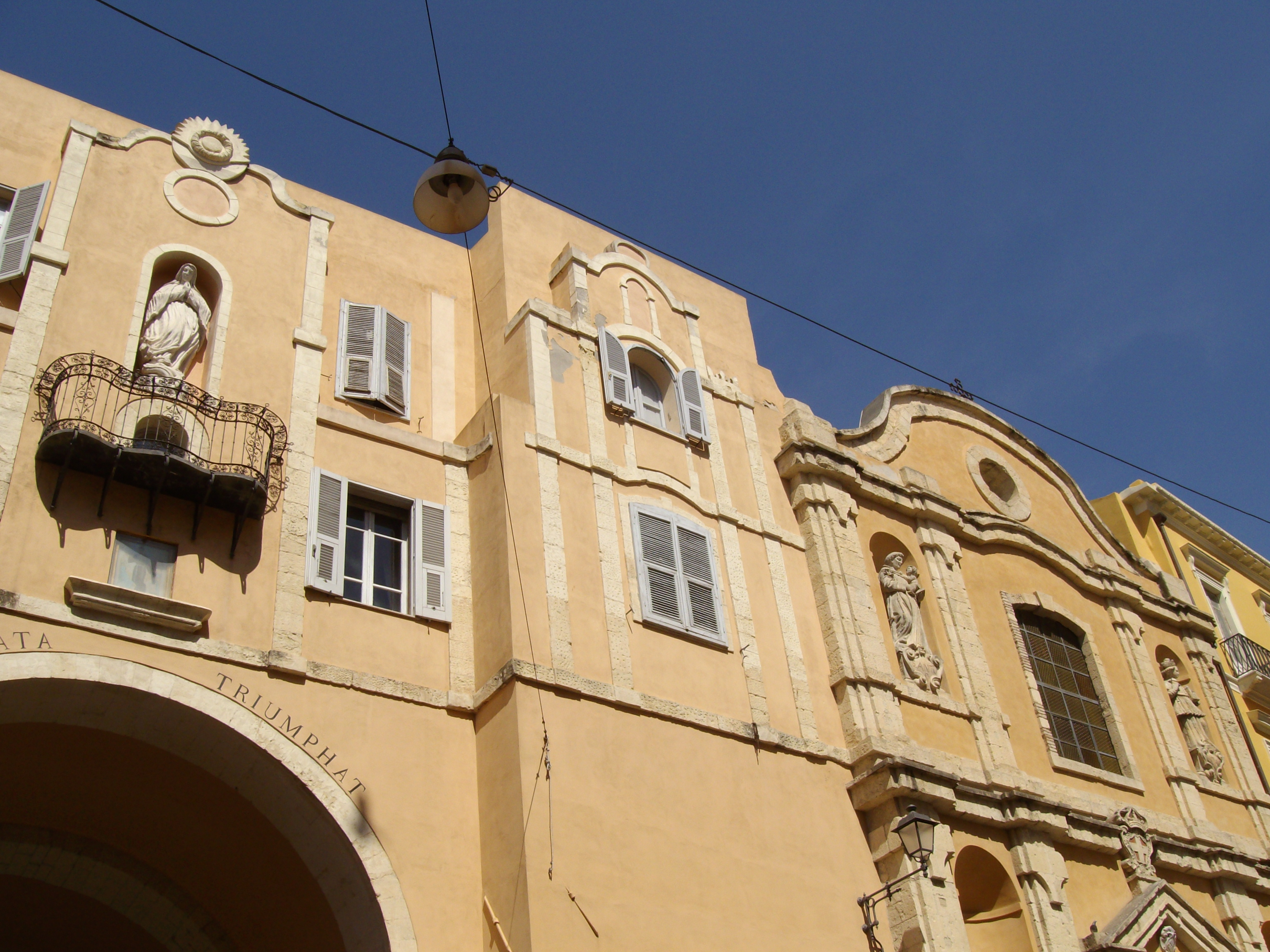
Facciata della chiesa e del convento. A sinistra si trova il portico che immette in via Principe Amedeo, sormontato dalla statua dell'Immacolata

La parte più rilevante del tempio, dal punto di vista artistico, è la facciata, in stile barocco piemontese, insieme all'adiacente portico che immette nella via Principe Amedeo, avente funzione in passato di collegare le due parti del convento.
La facciata è divisa in tre livelli tramite cornicioni. I primi due livelli sono tripartiti in specchi da lesene; in basso si apre il portale, sormontato da un timpano sopra il quale si trova lo stemma di casa Savoia, mentre nel livello superiore si apre un finestrone con ai lati due nicchie, contenenti le statue di sant'Antonio da Padova e di san Bonaventura da Bagnoregio.
Conclude il prospetto un fastigio curvilineo a doppia inflessione.

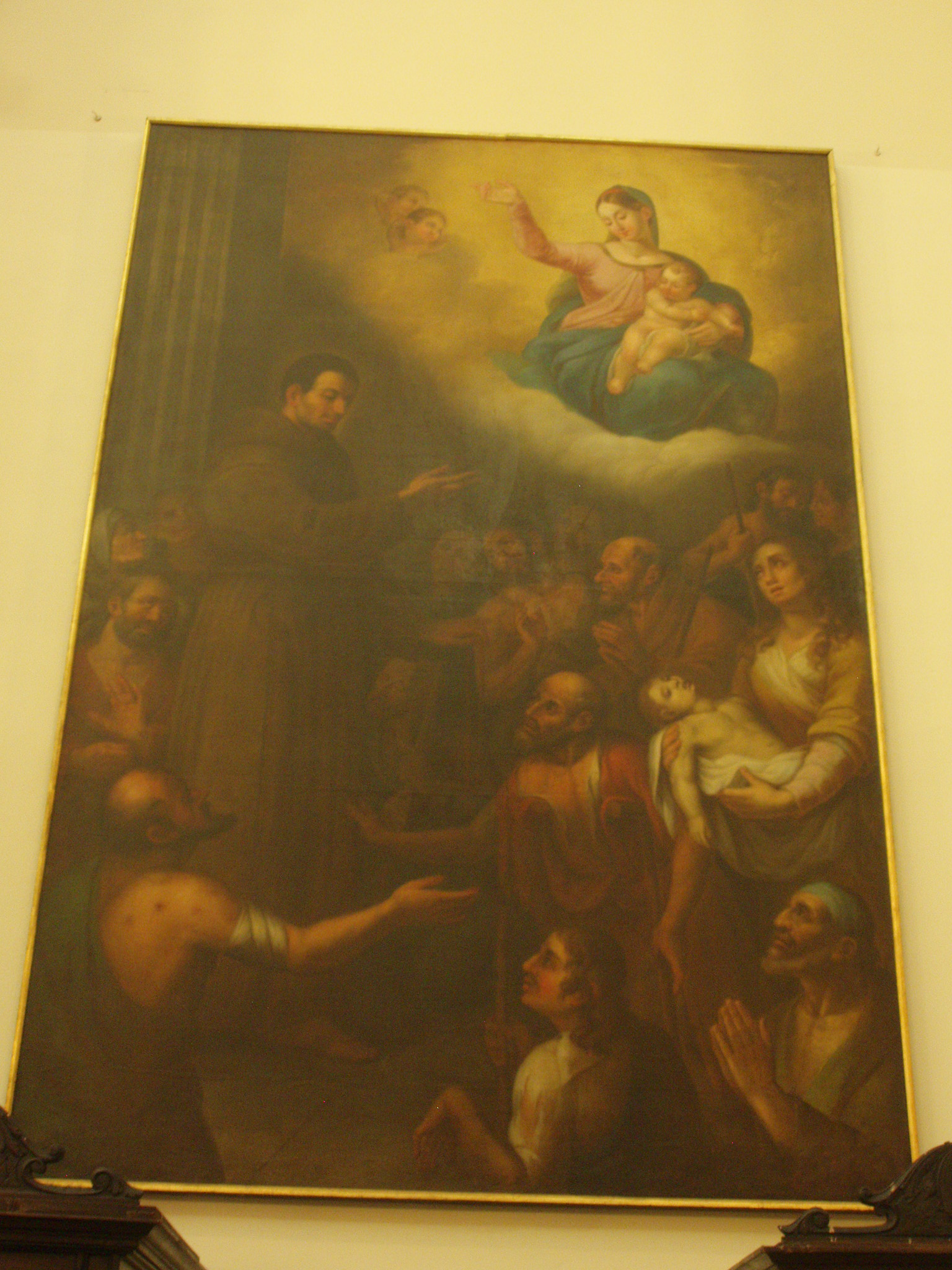
Apparizione della SS. Vergine al Beato Salvatore (Antonio Caboni, XVIII secolo)

L'interno è a una navata, con volta a botte impostata su una cornice retta da paraste. Su ciascun lato si aprono quattro cappelle. Sopra il presbiterio si innalza una cupola ottagonale. La sistemazione attuale del presbiterio, ad opera dell'architetto Gina Baldracchini, risale agli anni '60 del XX secolo. L'altare maggiore, opera dello scultore romano Antonio Bellini, in marmo bianco di Carrara, è sopraelevato e consiste in una mensa retta da angeli. Sotto la mensa è ospitata l'urna, protetta da una teca in vetro, contenente il corpo di san Salvatore da Horta. La decorazione dell'abside semicircolare è a mosaico, opera di Franco d'Urso.
La chiesa possiede inoltre un notevole organo, della ditta Tamburini, ed è per questo sede di varie iniziative musicali, quali diversi concerti, un festival internazionale d'organo (tenutosi annualmente dal 1994 al 2006) e la Messa degli Artisti, che viene celebrata, da ottobre a giugno, ogni domenica mattina.